# 阿尔卡季·维亚恰宁

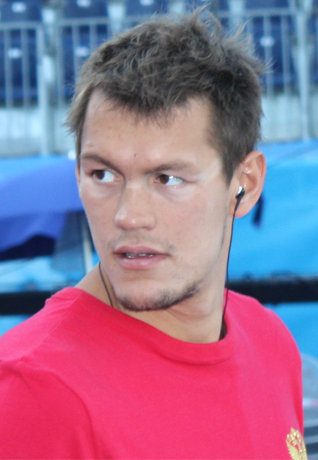

阿尔卡季·阿尔卡德耶维奇·维亚恰宁（俄语：Аркадий Аркадьевич Вятчанин，1984年4月4日—），前俄罗斯男子游泳运动员，主攻仰泳项目。曾代表俄罗斯获得2008年北京奥运男子100米和200米仰泳铜牌。